# Copella
Copella é um gênero de peixes sul-americanos de água doce.

## Espécies
- Copella arnoldi Regan, 1912
- Copella carsevennensis Regan, 1912
- Copella compta G. S. Myers, 1927
- Copella eigenmanni Regan, 1912
- Copella meinkeni Zarske & Géry, 2006
- Copella metae C. H. Eigenmann, 1914
- Copella nattereri Steindachner, 1876
- Copella nigrofasciata Meinken, 1952
- Copella vilmae Géry, 1963